# Grand Prix Formule 1 van Monaco 2000
De Grand Prix Formule 1 van Monaco 2000 werd gehouden op 4 juni 2000 op het Circuit de Monaco in Monte Carlo.

## Kwalificatie
De kwalificatietraining had een aantal verrassingen in petto.
Hoewel Michael Schumacher pole wist te veroveren,  kreeg hij naast zich op de startopstelling de Jordan van Jarno Trulli.
Ook Heinz-Harald Frentzen deed het prima met een vierde startplaats,  terwijl Mika Häkkinen pas op het einde van de sessie een snelle tijd kon rijden, omdat hij telkens in zijn vliegende ronde gehinderd werd door gele vlaggen vanwege ongelukken."

## De race
Michael Schumacher hield de leiding,  terwijl Mika Häkkinen bij Loews  Frentzen wist te passeren, echter duwde Jenson Button Pedro de la Rosa dwars in de smalle Loews-hairpin zodat de baan volledig geblokkeerd werd en de achteropkomende wagens niet meer door konden rijden,  de race moest worden herstart.
Dit leverde een beeld op van verschillende coureurs die rennend op weg gingen naar de pits voor de herstart.
Bij de tweede start bleef Schumacher opnieuw aan de leiding  en volgden Trulli, Coulthard, Frentzen en Häkkinen.
Trulli hield echter de McLarens op,  zodat Michael Schumacher een flinke voorsprong kon gaan uitbouwen. 
In het midden van de race kreeg Häkkinen plotseling een probleem en moest een pitstop maken,  waarna Jarno Trulli op de tweede plek moest opgeven met een kapotte versnellingsbak.
Na de pitstops lag Schumacher bijna 40 seconden voor op David Coulthard, toen hij plotseling vertraagde en in de pits moest opgeven vanwege een kapotte uitlaat.  
Tegen het einde van de race crashte Frentzen in Ste. Devote,  waarmee Jordan met lege handen bleef zitten na de goede kwalificatie.
David Coulthard won de race,  teamgenoot Häkkinen eindigde op een ronde achterstand als zesde.

## Uitslag
| Positie | Nummer | Rijder                | Team               | Ronden | Tijd/Opgave     | Startplaats | Punten |
| ------- | ------ | --------------------- | ------------------ | ------ | --------------- | ----------- | ------ |
| 1       | 2      | David Coulthard       | McLaren - Mercedes | 78     | 1:49:28.213     | 3           | 10     |
| 2       | 4      | Rubens Barrichello    | Scuderia Ferrari   | 78     | +15.889         | 6           | 6      |
| 3       | 11     | Giancarlo Fisichella  | Benetton Formula   | 78     | +18.522         | 8           | 4      |
| 4       | 7      | Eddie Irvine          | Jaguar Racing      | 78     | +1:05.924       | 10          | 3      |
| 5       | 17     | Mika Salo             | Sauber - Petronas  | 78     | +1:20.775       | 13          | 2      |
| 6       | 1      | Mika Häkkinen         | McLaren - Mercedes | 77     | +1 Ronde        | 5           | 1      |
| 7       | 22     | Jacques Villeneuve    | BAR-Honda          | 77     | +1 Ronde        | 17          |        |
| 8       | 15     | Nick Heidfeld         | Prost Grand Prix   | 77     | +1 Ronde        | 18          |        |
| 9       | 8      | Johnny Herbert        | Jaguar Racing      | 76     | +2 Rondes       | 11          |        |
| 10      | 5      | Heinz-Harald Frentzen | Jordan-Mugen-Honda | 70     | Gespind         | 4           |        |
| Ret     | 19     | Jos Verstappen        | Arrows - Supertec  | 60     | Gespind         | 15          |        |
| Ret     | 3      | Michael Schumacher    | Scuderia Ferrari   | 55     | Ophanging       | 1           |        |
| Ret     | 23     | Ricardo Zonta         | BAR-Honda          | 48     | Gespind         | 20          |        |
| Ret     | 9      | Ralf Schumacher       | Williams-BMW       | 37     | Gespind         | 9           |        |
| Ret     | 6      | Jarno Trulli          | Jordan-Mugen-Honda | 36     | Versnellingsbak | 2           |        |
| Ret     | 16     | Pedro Diniz           | Sauber - Petronas  | 30     | Gespind         | 19          |        |
| Ret     | 14     | Jean Alesi            | Prost Grand Prix   | 29     | Transmissie     | 7           |        |
| Ret     | 21     | Gaston Mazzacane      | Minardi            | 22     | Gespind         | 22          |        |
| Ret     | 20     | Marc Gené             | Minardi            | 21     | Versnellingsbak | 21          |        |
| Ret     | 12     | Alexander Wurz        | Benetton Formula   | 18     | Gespind         | 12          |        |
| Ret     | 10     | Jenson Button         | Williams - BMW     | 16     | Motor           | 14          |        |
| Ret     | 18     | Pedro de la Rosa      | Arrows - Supertec  | 0      | Niet herstart   | 16          |        |

## Statistieken
| Snelste ronde | Mika Häkkinen | McLaren - Mercedes | 1:21.571 |

## Noot
- Dit was de 25ste pole position voor Michael Schumacher.

1929 · 1930 · 1931 · 1932 · 1933 · 1934 · 1935 · 1936 · 1937 · 1948 · 1950 · 1955 · 1956 · 1957 · 1958 · 1959 · 1960 · 1961 · 1962 · 1963 · 1964 · 1965 · 1966 · 1967 · 1968 · 1969 · 1970 · 1971 · 1972 · 1973 · 1974 · 1975 · 1976 · 1977 · 1978 · 1979 · 1980 · 1981 · 1982 · 1983 · 1984 · 1985 · 1986 · 1987 · 1988 · 1989 · 1990 · 1991 · 1992 · 1993 · 1994 · 1995 · 1996 · 1997 · 1998 · 1999 · 2000 · 2001 · 2002 · 2003 · 2004 · 2005 · 2006 · 2007 · 2008 · 2009 · 2010 · 2011 · 2012 · 2013 · 2014 · 2015 · 2016 · 2017 · 2018 · 2019 · 2020 · 2021 · 2022 · 2023 · 2024 · 2025